# Astrocaryum scopatum
Espèce
Astrocaryum scopatum est une espèce de palmiers à feuilles pennées.